# Championnats du monde de pentathlon moderne 2014
Navigation
Kaohsiung 2013 Berlin 2015
Les Championnats du monde de pentathlon moderne 2014 se déroulent à Varsovie en Pologne du 1er au 7 septembre.

## Résultats

### Hommes
| Épreuves   | Or                                             | Argent                                                   | Bronze                                 |
| Individuel | Russie Aleksander Lesun                        | Égypte Amro El Geziry                                    | Tchéquie Jan Kuf                       |
| Par équipe | Hongrie Róbert Kasza Bence Demeter Ádám Marosi | France Valentin Belaud Valentin Prades Christopher Patte | Chine Guo Jianli Han Jiahao Su Haihang |
| Relais     | France Valentin Belaud Valentin Prades         | Biélorussie Raman Pinchuck Stanislau Zhurauliou          | Corée du Sud Hwang Woo-jin Lee Woo-jin |

### Femmes
| Épreuves   | Or                                    | Argent                                                  | Bronze                                                                |
| Individuel | Samantha Murray                       | Chen Qian                                               | Wanxia Liang                                                          |
| Par équipe | Chine Wei Wang Chen Qian Wanxia Liang | Royaume-Uni Kate French Freyja Prentice Samantha Murray | Biélorussie Tatsiana Yelizarova Anastasiya Prokopenko Katsiaryna Arol |
| Relais     | Chine Chen Qian Wanxia Liang          | Biélorussie Katsiaryna Arol Anastasiya Prokopenko       | Italie Lavina Bonessio Camilla Lontano                                |

### Mixte
| Épreuves | Or                                            | Argent                               | Bronze                                     |
| Relais   | Lituanie Justinas Kinderis Laura Asadauskaitė | Royaume-Uni Kate French Joseph Evans | Pologne Szymon Staśkiewicz Oktawia Nowacka |

## Tableau des médailles
| Rang | Nation             | Or | Argent | Bronze | Total |
| ---- | ------------------ | -- | ------ | ------ | ----- |
| 1    | Chine              | 2  | 1      | 2      | 5     |
| 2    | Royaume-Uni        | 1  | 2      | 0      | 3     |
| 3    | France             | 1  | 1      | 0      | 2     |
| 4    | Hongrie            | 1  | 0      | 0      | 1     |
| 4    | Lituanie           | 1  | 0      | 0      | 1     |
| 4    | Russie             | 1  | 0      | 0      | 1     |
| 7    | Biélorussie        | 0  | 2      | 1      | 3     |
| 8    | Égypte             | 0  | 1      | 0      | 1     |
| 9    | Pologne            | 0  | 0      | 1      | 1     |
| 9    | République tchèque | 0  | 0      | 1      | 1     |
| 9    | Corée du Sud       | 0  | 0      | 1      | 1     |
| 9    | Italie             | 0  | 0      | 1      | 1     |
|      | Total              | 7  | 7      | 7      | 21    |